# ニコラ・リュクネール

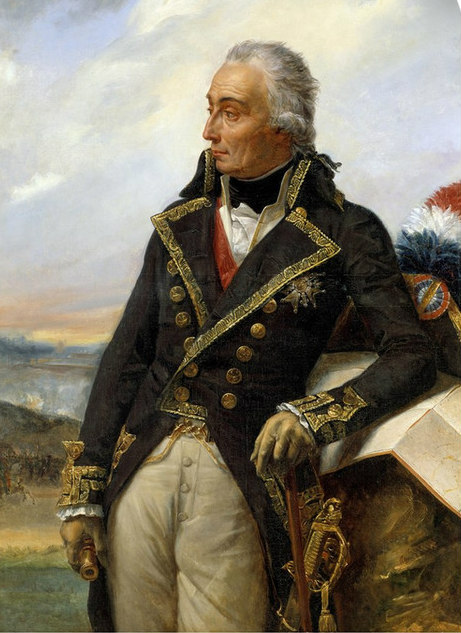
ニコラ・リュクネール

ニコラ・リュクネール伯爵（Nicolas Comte Luckner, 1722年1月12日 - 1794年1月4日）は、フランスの元帥。出身はドイツのため、ドイツ語でニコラウス・フォン・ルックナー伯爵（Nikolaus Graf von Luckner）ともいう。ドイツ海軍軍人のフェリクス・フォン・ルックナーは曾孫である。

## 生涯
1722年1月12日、リュクネールはバイエルンのヒャムで市民の家に生まれた。パッサウのイエズス会の修道院に入れられたが、やがてそこを抜け出してオランダ軍の騎兵隊に加わった。その後ハノーファー軍に加わり、騎兵隊の士官として七年戦争を戦った。1764年、リュクネールはフランス軍に中将として仕官した。1784年、リュクネールはデンマーク王から伯爵の爵位を授けられた。
1789年、フランス革命が勃発すると、リュクネールは革命政府を支持し、1791年に陸軍元帥に列せられた。1792年、リュクネールはライン方面軍司令官に任命された。4月24日、フランスがオーストリアに宣戦布告したとの一報がもたらされた。ルージェ・ド・リール大尉はライン方面軍の行進歌として『ライン軍のための軍歌』（Chant de guerre pour l'armée du Rhin）を作詞作曲し、司令官のリュクネールに献呈した。後にこの曲がフランス国歌『ラ・マルセイエーズ』となった。
その後、ライン方面軍司令官から北方軍司令官となったリュクネールは、フランドルのメナンやコーリックを攻略したが、逆にリールを喪失した。1792年8月、ラファイエットが亡命した後、リュクネールはシャロン＝アン＝シャンパーニュの予備軍の司令官に降格された。国民公会はさらに彼の解任を考え、ピエール・コデルロス・ド・ラクロにリュクネールを補佐するか、あるいは取って代わるように命じた。リュクネールは抗議のためにパリに向かった。しかし、ここで政府に逮捕され、革命裁判所によって死刑を宣告された。1794年1月4日、リュクネールはパリでギロチンにかけられ、71歳で亡くなった。

## 余談
- 出生地のヒャム市では、毎日12:05時、リュクネールを記念して、市庁舎のカリヨンが『ラ・マルセイエーズ』を演奏する。